# Tour de l’Ain 2021
Tour de l’Ain 2021 – 33. edycja wyścigu kolarskiego Tour de l’Ain, która odbyła się w dniach od 29 do 31 lipca 2021 na liczącej ponad 400 kilometrów trasie składającej się z 3 etapów i biegnącej po departamencie Ain. Impreza kategorii 2.1 należała do cyklu UCI Europe Tour 2021.

## Etapy
| Etap | Data   | Start – Meta                       | type     | Dystans (km) | Suma wzniesień (m) | Zwycięzca etapu  | Lider            |
| ---- | ------ | ---------------------------------- | -------- | ------------ | ------------------ | ---------------- | ---------------- |
| 1    | 29 lip | Parc des oiseaux – Bourg-en-Bresse | płaski   | 139,27       | 905 m              | Álvaro Hodeg     | Álvaro Hodeg     |
| 2    | 30 lip | Lagnieu – Saint-Vulbas             | górzysty | 137,33       | 2099 m             | Georg Zimmermann | Georg Zimmermann |
| 3    | 31 lip | Izernore – Lélex                   | górzysty | 124,01       | 2937 m             | Michael Storer   | Michael Storer   |

## Uczestnicy

### Drużyny
| WorldTeams (8)- AG2R Citroën Team - Cofidis - Deceuninck-Quick Step - Team DSM - Groupama-FDJ - Lotto Soudal - Trek-Segafredo - Intermarché-Wanty-Gobert Matériaux ProTeams (8)- Alpecin-Fenix - Arkéa-Samsic - B&B Hotels p/b KTM - Caja Rural-Seguros RGA - Delko - Gazprom-RusVelo - Eolo-Kometa - TotalEnergies Continental teams (3)- Hagens Berman Axeon - Saint Michel-Auber 93 - Xelliss-Roubaix Lille Métropole Reprezentacje (2)- Niemcy U23 - Francja |
| |

### Lista startowa
| AG2R Citroën Team ACT | AG2R Citroën Team ACT        | AG2R Citroën Team ACT |
| --------------------- | ---------------------------- | --------------------- |
| Nr                    | Kolarz                       | Miejsce               |
| 1                     | Clément Champoussin (FRA)    | 6.                    |
| 2                     | Dorian Godon (FRA)           | 68.                   |
| 3                     | Aurélien Paret-Peintre (FRA) | 38.                   |
| 4                     | Nans Peters (FRA)            | 77.                   |
| 5                     | Nicolas Prodhomme (FRA)      | 51.                   |
| 6                     | Clément Venturini (FRA)      | 32.                   |

| Cofidis COF | Cofidis COF               | Cofidis COF |
| ----------- | ------------------------- | ----------- |
| Nr          | Kolarz                    | Miejsce     |
| 11          | Victor Lafay (FRA)        | 37.         |
| 12          | Thomas Champion (FRA)     | 59.         |
| 13          | Jean-Pierre Drucker (LUX) | 86.         |
| 14          | Eddy Finé (FRA)           | 67.         |
| 15          | Emmanuel Morin (FRA)      | 71.         |
| 16          | Rémy Rochas (FRA)         | 8.          |

| Groupama-FDJ GFC | Groupama-FDJ GFC        | Groupama-FDJ GFC |
| ---------------- | ----------------------- | ---------------- |
| Nr               | Kolarz                  | Miejsce          |
| 21               | Antoine Duchesne (CAN)  | 60.              |
| 22               | Simon Guglielmi (FRA)   | 43.              |
| 23               | Olivier Le Gac (FRA)    | 11.              |
| 24               | Tobias Ludvigsson (SWE) | 54.              |
| 25               | Rudy Molard (FRA)       | 17.              |
| 26               | Matteo Badilatti (SUI)  | 3.               |

| Deceuninck-Quick Step DQT | Deceuninck-Quick Step DQT | Deceuninck-Quick Step DQT |
| ------------------------- | ------------------------- | ------------------------- |
| Nr                        | Kolarz                    | Miejsce                   |
| 31                        | Shane Archbold (NZL)      | 82.                       |
| 32                        | Andrea Bagioli (ITA)      | 4.                        |
| 33                        | Ian Garrison (USA)        | 101.                      |
| 34                        | Álvaro Hodeg (COL)        | 70.                       |
| 35                        | Stijn Steels (BEL)        | 92.                       |
| 36                        | Jannik Steimle (GER)      | 42.                       |

| Team DSM DSM | Team DSM DSM             | Team DSM DSM |
| ------------ | ------------------------ | ------------ |
| Nr           | Kolarz                   | Miejsce      |
| 41           | Felix Gall (AUT)         | 91.          |
| 42           | Michael Storer (AUS)     | 1.           |
| 43           | Florian Stork (GER)      | 99.          |
| 44           | Marco Brenner (GER)      | OTL-3        |
| 45           | Gianmarco Garofoli (ITA) | DNF-2        |
| 46           | Henri Vandenabeele (BEL) | 48.          |

| Intermarché-Wanty-Gobert Matériaux IWG | Intermarché-Wanty-Gobert Matériaux IWG | Intermarché-Wanty-Gobert Matériaux IWG |
| -------------------------------------- | -------------------------------------- | -------------------------------------- |
| Nr                                     | Kolarz                                 | Miejsce                                |
| 51                                     | Jeremy Bellicaud (FRA)                 | DNF-3                                  |
| 52                                     | Théo Delacroix (FRA)                   | 66.                                    |
| 53                                     | Jan Hirt (CZE)                         | 55.                                    |
| 54                                     | Riccardo Minali (ITA)                  | 98.                                    |
| 55                                     | Pieter Vanspeybrouck (BEL)             | DNF-2                                  |
| 56                                     | Georg Zimmermann (GER)                 | 7.                                     |

| Lotto-Soudal LTS | Lotto-Soudal LTS         | Lotto-Soudal LTS |
| ---------------- | ------------------------ | ---------------- |
| Nr               | Kolarz                   | Miejsce          |
| 61               | Steff Cras (BEL)         | 15.              |
| 62               | Frederik Frison (BEL)    | 90.              |
| 63               | Andreas Kron (DEN)       | 13.              |
| 64               | Sylvain Moniquet (BEL)   | 56.              |
| 65               | Harm Vanhoucke (BEL)     | 2.               |
| 66               | Florian Vermeersch (BEL) | 79.              |

| Trek-Segafredo TFS | Trek-Segafredo TFS      | Trek-Segafredo TFS |
| ------------------ | ----------------------- | ------------------ |
| Nr                 | Kolarz                  | Miejsce            |
| 71                 | Niklas Eg (DEN)         | 44.                |
| 72                 | Kiel Reijnen (USA)      | 96.                |
| 73                 | Michel Ries (LUX)       | 23.                |
| 74                 | Quinn Simmons (USA)     | 41.                |
| 75                 | Mattias Skjelmose (DEN) | 5.                 |
| 76                 | Antonio Tiberi (ITA)    | 78.                |

| B&B Hotels p/b KTM BBK | B&B Hotels p/b KTM BBK      | B&B Hotels p/b KTM BBK |
| ---------------------- | --------------------------- | ---------------------- |
| Nr                     | Kolarz                      | Miejsce                |
| 81                     | Alan Boileau (FRA)          | 46.                    |
| 82                     | Jonas Van Genechten (BEL)   | 100.                   |
| 83                     | Maxime Chevalier (FRA)      | 20.                    |
| 84                     | Bryan Coquard (FRA)         | 84.                    |
| 85                     | Quentin Pacher (FRA)        | 27.                    |
| 86                     | Sebastian Schönberger (AUT) | 39.                    |

| Arkéa-Samsic ARK | Arkéa-Samsic ARK         | Arkéa-Samsic ARK |
| ---------------- | ------------------------ | ---------------- |
| Nr               | Kolarz                   | Miejsce          |
| 91               | Maxime Bouet (FRA)       | 24.              |
| 92               | Anthony Delaplace (FRA)  | 36.              |
| 93               | Élie Gesbert (FRA)       | 33.              |
| 94               | Thibault Guernalec (FRA) | 75.              |
| 95               | Christophe Noppe (BEL)   | DNS-3            |
| 96               | Nacer Bouhanni (FRA)     | DNS-3            |

| Alpecin-Fenix AFC | Alpecin-Fenix AFC          | Alpecin-Fenix AFC |
| ----------------- | -------------------------- | ----------------- |
| Nr                | Kolarz                     | Miejsce           |
| 101               | Floris De Tier (BEL)       | 14.               |
| 102               | Dries De Bondt (BEL)       | 85.               |
| 103               | Otto Vergaerde (BEL)       | 83.               |
| 104               | Alexandar Richardson (GBR) | DNF-3             |
| 105               | Philipp Walsleben (GER)    | 87.               |
| 106               | Lubomír Petruš (CZE)       | 97.               |

| Delko DKO | Delko DKO                | Delko DKO |
| --------- | ------------------------ | --------- |
| Nr        | Kolarz                   | Miejsce   |
| 111       | Clément Carisey (FRA)    | DNF-1     |
| 112       | Lucas De Rossi (FRA)     | 89.       |
| 113       | José Manuel Díaz (ESP)   | 10.       |
| 114       | Delio Fernández (ESP)    | 35.       |
| 115       | Mathias Le Turnier (FRA) | 64.       |
| 116       | Pierre Barbier (FRA)     | DNF-1     |

| TotalEnergies TDE | TotalEnergies TDE        | TotalEnergies TDE |
| ----------------- | ------------------------ | ----------------- |
| Nr                | Kolarz                   | Miejsce           |
| 121               | Niccolò Bonifazio (ITA)  | DNF-2             |
| 122               | Mathieu Burgaudeau (FRA) | 63.               |
| 123               | Fabien Doubey (FRA)      | 45.               |
| 124               | Alexandre Geniez (FRA)   | 62.               |
| 125               | Pierre Latour (FRA)      | 12.               |
| 126               | Geoffrey Soupe (FRA)     | 58.               |

| Caja Rural-Seguros RGA CJR | Caja Rural-Seguros RGA CJR | Caja Rural-Seguros RGA CJR |
| -------------------------- | -------------------------- | -------------------------- |
| Nr                         | Kolarz                     | Miejsce                    |
| 131                        | Álvaro Cuadros (ESP)       | 93.                        |
| 132                        | David González López (ESP) | DNF-3                      |
| 133                        | Sergio Martín (ESP)        | 69.                        |
| 134                        | Jhojan García (COL)        | 22.                        |
| 135                        | Josu Etxeberria (ESP)      | DNF-2                      |
| 136                        | Carmelo Urbano (ESP)       | 95.                        |

| Gazprom-RusVelo GAZ | Gazprom-RusVelo GAZ       | Gazprom-RusVelo GAZ |
| ------------------- | ------------------------- | ------------------- |
| Nr                  | Kolarz                    | Miejsce             |
| 141                 | Artiom Nycz (RUS)         | 61.                 |
| 142                 | Christian Scaroni (ITA)   | 73.                 |
| 143                 | Dmitrij Strachow (RUS)    | 18.                 |
| 144                 | Nikołaj Czerkasow (RUS)   | 31.                 |
| 145                 | Siergiej Czerniecki (RUS) | 28.                 |
| 146                 | Pawieł Koczetkow (RUS)    | 74.                 |

| Eolo-Kometa EOK | Eolo-Kometa EOK              | Eolo-Kometa EOK |
| --------------- | ---------------------------- | --------------- |
| Nr              | Kolarz                       | Miejsce         |
| 151             | Erik Fetter (HUN)            | 57.             |
| 152             | Mattia Frapporti (ITA)       | DNF-3           |
| 153             | Sergio García González (ESP) | 52.             |
| 154             | Mark Christian (GBR)         | 47.             |
| 155             | Luca Wackermann (ITA)        | DNF-3           |
| 156             | Edward Ravasi (ITA)          | 29.             |

| Saint Michel-Auber 93 AUB | Saint Michel-Auber 93 AUB | Saint Michel-Auber 93 AUB |
| ------------------------- | ------------------------- | ------------------------- |
| Nr                        | Kolarz                    | Miejsce                   |
| 161                       | Romain Cardis (FRA)       | 94.                       |
| 162                       | Anthony Maldonado (FRA)   | DNF-2                     |
| 163                       | Flavien Maurelet (FRA)    | 53.                       |
| 164                       | Morne van Niekerk (RSA)   | DNF-3                     |
| 165                       | Tony Hurel (FRA)          | DNF-2                     |
| 166                       | Jason Tesson (FRA)        | 102.                      |

| Xelliss-Roubaix Lille Métropole XRL | Xelliss-Roubaix Lille Métropole XRL | Xelliss-Roubaix Lille Métropole XRL |
| ----------------------------------- | ----------------------------------- | ----------------------------------- |
| Nr                                  | Kolarz                              | Miejsce                             |
| 171                                 | Julien Antomarchi (FRA)             | DNF-3                               |
| 172                                 | Ivan Centrone (LUX)                 | DNF-2                               |
| 173                                 | Mathias De Witte (BEL)              | 72.                                 |
| 174                                 | Dylan Kowalski (FRA)                | DNF-3                               |
| 175                                 | Maxime Urruty (FRA)                 | 80.                                 |
| 176                                 | Jérémy Leveau (FRA)                 | 88.                                 |

| Hagens Berman Axeon HBA | Hagens Berman Axeon HBA  | Hagens Berman Axeon HBA |
| ----------------------- | ------------------------ | ----------------------- |
| Nr                      | Kolarz                   | Miejsce                 |
| 181                     | Sean Quinn (USA)         | 19.                     |
| 182                     | Matthew Riccitello (USA) | 25.                     |
| 183                     | Pedro Andrade (POR)      | 103.                    |
| 184                     | Diogo Barbosa (POR)      | DNF-2                   |
| 185                     | Samuel Janisch (USA)     | 104.                    |

| Niemcy U23 GER | Niemcy U23 GER    | Niemcy U23 GER |
| -------------- | ----------------- | -------------- |
| Nr             | Kolarz            | Miejsce        |
| 191            | Florian Lipowitz  | 65.            |
| 192            | Jakob Geßner      | 21.            |
| 193            | Dominik Röber     | 40.            |
| 194            | Jannis Peter      | 49.            |
| 195            | Georg Steinhauser | 9.             |
| 196            | Alexander Tarlton | 76.            |

| Francja FRA | Francja FRA          | Francja FRA |
| ----------- | -------------------- | ----------- |
| Nr          | Kolarz               | Miejsce     |
| 201         | Stefan Bennett       | 26.         |
| 202         | Émile Brenans        | 81.         |
| 203         | Florent Castellarnau | 16.         |
| 204         | Clément Jolibert     | 30.         |
| 205         | Clément Didier       | 50.         |
| 206         | Louis Richard        | 34.         |

| AG2R Citroën Team ACT | AG2R Citroën Team ACT        | AG2R Citroën Team ACT |
| --------------------- | ---------------------------- | --------------------- |
| Nr                    | Kolarz                       | Miejsce               |
| 1                     | Clément Champoussin (FRA)    | 6.                    |
| 2                     | Dorian Godon (FRA)           | 68.                   |
| 3                     | Aurélien Paret-Peintre (FRA) | 38.                   |
| 4                     | Nans Peters (FRA)            | 77.                   |
| 5                     | Nicolas Prodhomme (FRA)      | 51.                   |
| 6                     | Clément Venturini (FRA)      | 32.                   |

| Cofidis COF | Cofidis COF               | Cofidis COF |
| ----------- | ------------------------- | ----------- |
| Nr          | Kolarz                    | Miejsce     |
| 11          | Victor Lafay (FRA)        | 37.         |
| 12          | Thomas Champion (FRA)     | 59.         |
| 13          | Jean-Pierre Drucker (LUX) | 86.         |
| 14          | Eddy Finé (FRA)           | 67.         |
| 15          | Emmanuel Morin (FRA)      | 71.         |
| 16          | Rémy Rochas (FRA)         | 8.          |

| Groupama-FDJ GFC | Groupama-FDJ GFC        | Groupama-FDJ GFC |
| ---------------- | ----------------------- | ---------------- |
| Nr               | Kolarz                  | Miejsce          |
| 21               | Antoine Duchesne (CAN)  | 60.              |
| 22               | Simon Guglielmi (FRA)   | 43.              |
| 23               | Olivier Le Gac (FRA)    | 11.              |
| 24               | Tobias Ludvigsson (SWE) | 54.              |
| 25               | Rudy Molard (FRA)       | 17.              |
| 26               | Matteo Badilatti (SUI)  | 3.               |

| Deceuninck-Quick Step DQT | Deceuninck-Quick Step DQT | Deceuninck-Quick Step DQT |
| ------------------------- | ------------------------- | ------------------------- |
| Nr                        | Kolarz                    | Miejsce                   |
| 31                        | Shane Archbold (NZL)      | 82.                       |
| 32                        | Andrea Bagioli (ITA)      | 4.                        |
| 33                        | Ian Garrison (USA)        | 101.                      |
| 34                        | Álvaro Hodeg (COL)        | 70.                       |
| 35                        | Stijn Steels (BEL)        | 92.                       |
| 36                        | Jannik Steimle (GER)      | 42.                       |

| Team DSM DSM | Team DSM DSM             | Team DSM DSM |
| ------------ | ------------------------ | ------------ |
| Nr           | Kolarz                   | Miejsce      |
| 41           | Felix Gall (AUT)         | 91.          |
| 42           | Michael Storer (AUS)     | 1.           |
| 43           | Florian Stork (GER)      | 99.          |
| 44           | Marco Brenner (GER)      | OTL-3        |
| 45           | Gianmarco Garofoli (ITA) | DNF-2        |
| 46           | Henri Vandenabeele (BEL) | 48.          |

| Intermarché-Wanty-Gobert Matériaux IWG | Intermarché-Wanty-Gobert Matériaux IWG | Intermarché-Wanty-Gobert Matériaux IWG |
| -------------------------------------- | -------------------------------------- | -------------------------------------- |
| Nr                                     | Kolarz                                 | Miejsce                                |
| 51                                     | Jeremy Bellicaud (FRA)                 | DNF-3                                  |
| 52                                     | Théo Delacroix (FRA)                   | 66.                                    |
| 53                                     | Jan Hirt (CZE)                         | 55.                                    |
| 54                                     | Riccardo Minali (ITA)                  | 98.                                    |
| 55                                     | Pieter Vanspeybrouck (BEL)             | DNF-2                                  |
| 56                                     | Georg Zimmermann (GER)                 | 7.                                     |

| Lotto-Soudal LTS | Lotto-Soudal LTS         | Lotto-Soudal LTS |
| ---------------- | ------------------------ | ---------------- |
| Nr               | Kolarz                   | Miejsce          |
| 61               | Steff Cras (BEL)         | 15.              |
| 62               | Frederik Frison (BEL)    | 90.              |
| 63               | Andreas Kron (DEN)       | 13.              |
| 64               | Sylvain Moniquet (BEL)   | 56.              |
| 65               | Harm Vanhoucke (BEL)     | 2.               |
| 66               | Florian Vermeersch (BEL) | 79.              |

| Trek-Segafredo TFS | Trek-Segafredo TFS      | Trek-Segafredo TFS |
| ------------------ | ----------------------- | ------------------ |
| Nr                 | Kolarz                  | Miejsce            |
| 71                 | Niklas Eg (DEN)         | 44.                |
| 72                 | Kiel Reijnen (USA)      | 96.                |
| 73                 | Michel Ries (LUX)       | 23.                |
| 74                 | Quinn Simmons (USA)     | 41.                |
| 75                 | Mattias Skjelmose (DEN) | 5.                 |
| 76                 | Antonio Tiberi (ITA)    | 78.                |

| B&B Hotels p/b KTM BBK | B&B Hotels p/b KTM BBK      | B&B Hotels p/b KTM BBK |
| ---------------------- | --------------------------- | ---------------------- |
| Nr                     | Kolarz                      | Miejsce                |
| 81                     | Alan Boileau (FRA)          | 46.                    |
| 82                     | Jonas Van Genechten (BEL)   | 100.                   |
| 83                     | Maxime Chevalier (FRA)      | 20.                    |
| 84                     | Bryan Coquard (FRA)         | 84.                    |
| 85                     | Quentin Pacher (FRA)        | 27.                    |
| 86                     | Sebastian Schönberger (AUT) | 39.                    |

| Arkéa-Samsic ARK | Arkéa-Samsic ARK         | Arkéa-Samsic ARK |
| ---------------- | ------------------------ | ---------------- |
| Nr               | Kolarz                   | Miejsce          |
| 91               | Maxime Bouet (FRA)       | 24.              |
| 92               | Anthony Delaplace (FRA)  | 36.              |
| 93               | Élie Gesbert (FRA)       | 33.              |
| 94               | Thibault Guernalec (FRA) | 75.              |
| 95               | Christophe Noppe (BEL)   | DNS-3            |
| 96               | Nacer Bouhanni (FRA)     | DNS-3            |

| Alpecin-Fenix AFC | Alpecin-Fenix AFC          | Alpecin-Fenix AFC |
| ----------------- | -------------------------- | ----------------- |
| Nr                | Kolarz                     | Miejsce           |
| 101               | Floris De Tier (BEL)       | 14.               |
| 102               | Dries De Bondt (BEL)       | 85.               |
| 103               | Otto Vergaerde (BEL)       | 83.               |
| 104               | Alexandar Richardson (GBR) | DNF-3             |
| 105               | Philipp Walsleben (GER)    | 87.               |
| 106               | Lubomír Petruš (CZE)       | 97.               |

| Delko DKO | Delko DKO                | Delko DKO |
| --------- | ------------------------ | --------- |
| Nr        | Kolarz                   | Miejsce   |
| 111       | Clément Carisey (FRA)    | DNF-1     |
| 112       | Lucas De Rossi (FRA)     | 89.       |
| 113       | José Manuel Díaz (ESP)   | 10.       |
| 114       | Delio Fernández (ESP)    | 35.       |
| 115       | Mathias Le Turnier (FRA) | 64.       |
| 116       | Pierre Barbier (FRA)     | DNF-1     |

| TotalEnergies TDE | TotalEnergies TDE        | TotalEnergies TDE |
| ----------------- | ------------------------ | ----------------- |
| Nr                | Kolarz                   | Miejsce           |
| 121               | Niccolò Bonifazio (ITA)  | DNF-2             |
| 122               | Mathieu Burgaudeau (FRA) | 63.               |
| 123               | Fabien Doubey (FRA)      | 45.               |
| 124               | Alexandre Geniez (FRA)   | 62.               |
| 125               | Pierre Latour (FRA)      | 12.               |
| 126               | Geoffrey Soupe (FRA)     | 58.               |

| Caja Rural-Seguros RGA CJR | Caja Rural-Seguros RGA CJR | Caja Rural-Seguros RGA CJR |
| -------------------------- | -------------------------- | -------------------------- |
| Nr                         | Kolarz                     | Miejsce                    |
| 131                        | Álvaro Cuadros (ESP)       | 93.                        |
| 132                        | David González López (ESP) | DNF-3                      |
| 133                        | Sergio Martín (ESP)        | 69.                        |
| 134                        | Jhojan García (COL)        | 22.                        |
| 135                        | Josu Etxeberria (ESP)      | DNF-2                      |
| 136                        | Carmelo Urbano (ESP)       | 95.                        |

| Gazprom-RusVelo GAZ | Gazprom-RusVelo GAZ       | Gazprom-RusVelo GAZ |
| ------------------- | ------------------------- | ------------------- |
| Nr                  | Kolarz                    | Miejsce             |
| 141                 | Artiom Nycz (RUS)         | 61.                 |
| 142                 | Christian Scaroni (ITA)   | 73.                 |
| 143                 | Dmitrij Strachow (RUS)    | 18.                 |
| 144                 | Nikołaj Czerkasow (RUS)   | 31.                 |
| 145                 | Siergiej Czerniecki (RUS) | 28.                 |
| 146                 | Pawieł Koczetkow (RUS)    | 74.                 |

| Eolo-Kometa EOK | Eolo-Kometa EOK              | Eolo-Kometa EOK |
| --------------- | ---------------------------- | --------------- |
| Nr              | Kolarz                       | Miejsce         |
| 151             | Erik Fetter (HUN)            | 57.             |
| 152             | Mattia Frapporti (ITA)       | DNF-3           |
| 153             | Sergio García González (ESP) | 52.             |
| 154             | Mark Christian (GBR)         | 47.             |
| 155             | Luca Wackermann (ITA)        | DNF-3           |
| 156             | Edward Ravasi (ITA)          | 29.             |

| Saint Michel-Auber 93 AUB | Saint Michel-Auber 93 AUB | Saint Michel-Auber 93 AUB |
| ------------------------- | ------------------------- | ------------------------- |
| Nr                        | Kolarz                    | Miejsce                   |
| 161                       | Romain Cardis (FRA)       | 94.                       |
| 162                       | Anthony Maldonado (FRA)   | DNF-2                     |
| 163                       | Flavien Maurelet (FRA)    | 53.                       |
| 164                       | Morne van Niekerk (RSA)   | DNF-3                     |
| 165                       | Tony Hurel (FRA)          | DNF-2                     |
| 166                       | Jason Tesson (FRA)        | 102.                      |

| Xelliss-Roubaix Lille Métropole XRL | Xelliss-Roubaix Lille Métropole XRL | Xelliss-Roubaix Lille Métropole XRL |
| ----------------------------------- | ----------------------------------- | ----------------------------------- |
| Nr                                  | Kolarz                              | Miejsce                             |
| 171                                 | Julien Antomarchi (FRA)             | DNF-3                               |
| 172                                 | Ivan Centrone (LUX)                 | DNF-2                               |
| 173                                 | Mathias De Witte (BEL)              | 72.                                 |
| 174                                 | Dylan Kowalski (FRA)                | DNF-3                               |
| 175                                 | Maxime Urruty (FRA)                 | 80.                                 |
| 176                                 | Jérémy Leveau (FRA)                 | 88.                                 |

| Hagens Berman Axeon HBA | Hagens Berman Axeon HBA  | Hagens Berman Axeon HBA |
| ----------------------- | ------------------------ | ----------------------- |
| Nr                      | Kolarz                   | Miejsce                 |
| 181                     | Sean Quinn (USA)         | 19.                     |
| 182                     | Matthew Riccitello (USA) | 25.                     |
| 183                     | Pedro Andrade (POR)      | 103.                    |
| 184                     | Diogo Barbosa (POR)      | DNF-2                   |
| 185                     | Samuel Janisch (USA)     | 104.                    |

| Niemcy U23 GER | Niemcy U23 GER    | Niemcy U23 GER |
| -------------- | ----------------- | -------------- |
| Nr             | Kolarz            | Miejsce        |
| 191            | Florian Lipowitz  | 65.            |
| 192            | Jakob Geßner      | 21.            |
| 193            | Dominik Röber     | 40.            |
| 194            | Jannis Peter      | 49.            |
| 195            | Georg Steinhauser | 9.             |
| 196            | Alexander Tarlton | 76.            |

| Francja FRA | Francja FRA          | Francja FRA |
| ----------- | -------------------- | ----------- |
| Nr          | Kolarz               | Miejsce     |
| 201         | Stefan Bennett       | 26.         |
| 202         | Émile Brenans        | 81.         |
| 203         | Florent Castellarnau | 16.         |
| 204         | Clément Jolibert     | 30.         |
| 205         | Clément Didier       | 50.         |
| 206         | Louis Richard        | 34.         |

## Wyniki etapów

### Etap 1
| Parc des oiseaux - Bourg-en-Bresse | płaski | (139,27 km) |

| \| Klasyfikacja etapu \| Klasyfikacja etapu \| Klasyfikacja etapu \| Klasyfikacja etapu \| Klasyfikacja etapu \| \| Kolarz \| Kolarz \| Państwo \| Drużyna \| Czas \| \| ------------------ \| ------------------ \| ------------------ \| ---------------------------------- \| ------------------ \| \| 1. \| Álvaro Hodeg \| Kolumbia \| Deceuninck-Quick Step \| 3h 04' 57" \| \| 2. \| Nacer Bouhanni \| Francja \| Arkéa-Samsic \| + 0" \| \| 3. \| Bryan Coquard \| Francja \| B&B Hotels p/b KTM \| + 0" \| \| 4. \| Niccolò Bonifazio \| Włochy \| TotalEnergies \| + 0" \| \| 5. \| Jason Tesson \| Francja \| Saint Michel-Auber 93 \| + 0" \| \| 6. \| Riccardo Minali \| Włochy \| Intermarché-Wanty-Gobert Matériaux \| + 0" \| \| 7. \| Florian Vermeersch \| Belgia \| Lotto-Soudal \| + 0" \| \| 8. \| Emmanuel Morin \| Francja \| Cofidis \| + 0" \| \| 9. \| Clément Venturini \| Francja \| AG2R Citroën Team \| + 0" \| \| 10. \| Dries De Bondt \| Belgia \| Alpecin-Fenix \| + 0" \| |                    |          |                                    |            |
| |                    |          |                                    |            |
| Źródła: ProCyclingStats Cycling Archives |                    |          |                                    |            |
| Klasyfikacja etapu |                    |          |                                    |            |
| Kolarz | Kolarz             | Państwo  | Drużyna                            | Czas       |
| 1. | Álvaro Hodeg       | Kolumbia | Deceuninck-Quick Step              | 3h 04' 57" |
| 2. | Nacer Bouhanni     | Francja  | Arkéa-Samsic                       | + 0"       |
| 3. | Bryan Coquard      | Francja  | B&B Hotels p/b KTM                 | + 0"       |
| 4. | Niccolò Bonifazio  | Włochy   | TotalEnergies                      | + 0"       |
| 5. | Jason Tesson       | Francja  | Saint Michel-Auber 93              | + 0"       |
| 6. | Riccardo Minali    | Włochy   | Intermarché-Wanty-Gobert Matériaux | + 0"       |
| 7. | Florian Vermeersch | Belgia   | Lotto-Soudal                       | + 0"       |
| 8. | Emmanuel Morin     | Francja  | Cofidis                            | + 0"       |
| 9. | Clément Venturini  | Francja  | AG2R Citroën Team                  | + 0"       |
| 10. | Dries De Bondt     | Belgia   | Alpecin-Fenix                      | + 0"       |

| \| Klasyfikacja generalna \| Klasyfikacja generalna \| Klasyfikacja generalna \| Klasyfikacja generalna \| Klasyfikacja generalna \| \| Kolarz \| Kolarz \| Państwo \| Drużyna \| Czas \| \| ---------------------- \| ---------------------- \| ---------------------- \| ---------------------------------- \| ---------------------- \| \| 1. \| Álvaro Hodeg \| Kolumbia \| Deceuninck-Quick Step \| 3h 04' 47" \| \| 2. \| Nacer Bouhanni \| Francja \| Arkéa-Samsic \| + 4" \| \| 3. \| Bryan Coquard \| Francja \| B&B Hotels p/b KTM \| + 6" \| \| 4. \| Niccolò Bonifazio \| Włochy \| TotalEnergies \| + 10" \| \| 5. \| Jason Tesson \| Francja \| Saint Michel-Auber 93 \| + 10" \| \| 6. \| Riccardo Minali \| Włochy \| Intermarché-Wanty-Gobert Matériaux \| + 10" \| \| 7. \| Florian Vermeersch \| Belgia \| Lotto-Soudal \| + 10" \| \| 8. \| Emmanuel Morin \| Francja \| Cofidis \| + 10" \| \| 9. \| Clément Venturini \| Francja \| AG2R Citroën Team \| + 10" \| \| 10. \| Dries De Bondt \| Belgia \| Alpecin-Fenix \| + 10" \| |                    |          |                                    |            |
| |                    |          |                                    |            |
| Źródła: ProCyclingStats Cycling Archives |                    |          |                                    |            |
| Klasyfikacja generalna |                    |          |                                    |            |
| Kolarz | Kolarz             | Państwo  | Drużyna                            | Czas       |
| 1. | Álvaro Hodeg       | Kolumbia | Deceuninck-Quick Step              | 3h 04' 47" |
| 2. | Nacer Bouhanni     | Francja  | Arkéa-Samsic                       | + 4"       |
| 3. | Bryan Coquard      | Francja  | B&B Hotels p/b KTM                 | + 6"       |
| 4. | Niccolò Bonifazio  | Włochy   | TotalEnergies                      | + 10"      |
| 5. | Jason Tesson       | Francja  | Saint Michel-Auber 93              | + 10"      |
| 6. | Riccardo Minali    | Włochy   | Intermarché-Wanty-Gobert Matériaux | + 10"      |
| 7. | Florian Vermeersch | Belgia   | Lotto-Soudal                       | + 10"      |
| 8. | Emmanuel Morin     | Francja  | Cofidis                            | + 10"      |
| 9. | Clément Venturini  | Francja  | AG2R Citroën Team                  | + 10"      |
| 10. | Dries De Bondt     | Belgia   | Alpecin-Fenix                      | + 10"      |

### Etap 2
| Lagnieu - Saint-Vulbas | górzysty | (137,33 km) |

| \| Klasyfikacja etapu \| Klasyfikacja etapu \| Klasyfikacja etapu \| Klasyfikacja etapu \| Klasyfikacja etapu \| \| Kolarz \| Kolarz \| Państwo \| Drużyna \| Czas \| \| ------------------ \| ---------------------- \| ------------------ \| ---------------------------------- \| ------------------ \| \| 1. \| Georg Zimmermann \| Niemcy \| Intermarché-Wanty-Gobert Matériaux \| 3h 05' 42" \| \| 2. \| Michael Storer \| Australia \| Team DSM \| + 0" \| \| 3. \| Harm Vanhoucke \| Belgia \| Lotto-Soudal \| + 0" \| \| 4. \| Rémy Rochas \| Francja \| Cofidis \| + 0" \| \| 5. \| Matteo Badilatti \| Szwajcaria \| Groupama-FDJ \| + 0" \| \| 6. \| Georg Steinhauser \| Niemcy \| Niemcy U23 \| + 0" \| \| 7. \| José Manuel Díaz \| Hiszpania \| Delko \| + 18" \| \| 8. \| Aurélien Paret-Peintre \| Francja \| AG2R Citroën Team \| + 22" \| \| 9. \| Quinn Simmons \| Stany Zjednoczone \| Trek-Segafredo \| + 22" \| \| 10. \| Pierre Latour \| Francja \| TotalEnergies \| + 22" \| |                        |                   |                                    |            |
| |                        |                   |                                    |            |
| Źródła: ProCyclingStats Cycling Archives |                        |                   |                                    |            |
| Klasyfikacja etapu |                        |                   |                                    |            |
| Kolarz | Kolarz                 | Państwo           | Drużyna                            | Czas       |
| 1. | Georg Zimmermann       | Niemcy            | Intermarché-Wanty-Gobert Matériaux | 3h 05' 42" |
| 2. | Michael Storer         | Australia         | Team DSM                           | + 0"       |
| 3. | Harm Vanhoucke         | Belgia            | Lotto-Soudal                       | + 0"       |
| 4. | Rémy Rochas            | Francja           | Cofidis                            | + 0"       |
| 5. | Matteo Badilatti       | Szwajcaria        | Groupama-FDJ                       | + 0"       |
| 6. | Georg Steinhauser      | Niemcy            | Niemcy U23                         | + 0"       |
| 7. | José Manuel Díaz       | Hiszpania         | Delko                              | + 18"      |
| 8. | Aurélien Paret-Peintre | Francja           | AG2R Citroën Team                  | + 22"      |
| 9. | Quinn Simmons          | Stany Zjednoczone | Trek-Segafredo                     | + 22"      |
| 10. | Pierre Latour          | Francja           | TotalEnergies                      | + 22"      |

| \| Klasyfikacja generalna \| Klasyfikacja generalna \| Klasyfikacja generalna \| Klasyfikacja generalna \| Klasyfikacja generalna \| \| Kolarz \| Kolarz \| Państwo \| Drużyna \| Czas \| \| ---------------------- \| ---------------------- \| ---------------------- \| ---------------------------------- \| ---------------------- \| \| 1. \| Georg Zimmermann \| Niemcy \| Intermarché-Wanty-Gobert Matériaux \| 6h 10' 29" \| \| 2. \| Michael Storer \| Australia \| Team DSM \| + 4" \| \| 3. \| Harm Vanhoucke \| Belgia \| Lotto-Soudal \| + 6" \| \| 4. \| Rémy Rochas \| Francja \| Cofidis \| + 10" \| \| 5. \| Georg Steinhauser \| Niemcy \| Niemcy U23 \| + 10" \| \| 6. \| Matteo Badilatti \| Szwajcaria \| Groupama-FDJ \| + 10" \| \| 7. \| José Manuel Díaz \| Hiszpania \| Delko \| + 28" \| \| 8. \| Aurélien Paret-Peintre \| Francja \| AG2R Citroën Team \| + 32" \| \| 9. \| Pierre Latour \| Francja \| TotalEnergies \| + 32" \| \| 10. \| Clément Champoussin \| Francja \| AG2R Citroën Team \| + 32" \| |                        |            |                                    |            |
| |                        |            |                                    |            |
| Źródła: ProCyclingStats Cycling Archives |                        |            |                                    |            |
| Klasyfikacja generalna |                        |            |                                    |            |
| Kolarz | Kolarz                 | Państwo    | Drużyna                            | Czas       |
| 1. | Georg Zimmermann       | Niemcy     | Intermarché-Wanty-Gobert Matériaux | 6h 10' 29" |
| 2. | Michael Storer         | Australia  | Team DSM                           | + 4"       |
| 3. | Harm Vanhoucke         | Belgia     | Lotto-Soudal                       | + 6"       |
| 4. | Rémy Rochas            | Francja    | Cofidis                            | + 10"      |
| 5. | Georg Steinhauser      | Niemcy     | Niemcy U23                         | + 10"      |
| 6. | Matteo Badilatti       | Szwajcaria | Groupama-FDJ                       | + 10"      |
| 7. | José Manuel Díaz       | Hiszpania  | Delko                              | + 28"      |
| 8. | Aurélien Paret-Peintre | Francja    | AG2R Citroën Team                  | + 32"      |
| 9. | Pierre Latour          | Francja    | TotalEnergies                      | + 32"      |
| 10. | Clément Champoussin    | Francja    | AG2R Citroën Team                  | + 32"      |

### Etap 3
| Izernore - Lélex | górzysty | (124,01 km) |

| \| Klasyfikacja etapu \| Klasyfikacja etapu \| Klasyfikacja etapu \| Klasyfikacja etapu \| Klasyfikacja etapu \| \| Kolarz \| Kolarz \| Państwo \| Drużyna \| Czas \| \| ------------------ \| ------------------- \| ------------------ \| --------------------- \| ------------------ \| \| 1. \| Michael Storer \| Australia \| Team DSM \| 3h 02' 46" \| \| 2. \| Andrea Bagioli \| Włochy \| Deceuninck-Quick Step \| + 43" \| \| 3. \| Mattias Skjelmose \| Dania \| Trek-Segafredo \| + 43" \| \| 4. \| Harm Vanhoucke \| Belgia \| Lotto-Soudal \| + 43" \| \| 5. \| Matteo Badilatti \| Szwajcaria \| Groupama-FDJ \| + 45" \| \| 6. \| Clément Champoussin \| Francja \| AG2R Citroën Team \| + 45" \| \| 7. \| Maxime Bouet \| Francja \| Arkéa-Samsic \| + 1' 23" \| \| 8. \| Olivier Le Gac \| Francja \| Groupama-FDJ \| + 1' 23" \| \| 9. \| Dmitrij Strachow \| Rosja \| Gazprom-RusVelo \| + 1' 23" \| \| 10. \| Andreas Kron \| Dania \| Lotto-Soudal \| + 1' 23" \| |                     |            |                       |            |
| |                     |            |                       |            |
| Źródła: ProCyclingStats Cycling Archives |                     |            |                       |            |
| Klasyfikacja etapu |                     |            |                       |            |
| Kolarz | Kolarz              | Państwo    | Drużyna               | Czas       |
| 1. | Michael Storer      | Australia  | Team DSM              | 3h 02' 46" |
| 2. | Andrea Bagioli      | Włochy     | Deceuninck-Quick Step | + 43"      |
| 3. | Mattias Skjelmose   | Dania      | Trek-Segafredo        | + 43"      |
| 4. | Harm Vanhoucke      | Belgia     | Lotto-Soudal          | + 43"      |
| 5. | Matteo Badilatti    | Szwajcaria | Groupama-FDJ          | + 45"      |
| 6. | Clément Champoussin | Francja    | AG2R Citroën Team     | + 45"      |
| 7. | Maxime Bouet        | Francja    | Arkéa-Samsic          | + 1' 23"   |
| 8. | Olivier Le Gac      | Francja    | Groupama-FDJ          | + 1' 23"   |
| 9. | Dmitrij Strachow    | Rosja      | Gazprom-RusVelo       | + 1' 23"   |
| 10. | Andreas Kron        | Dania      | Lotto-Soudal          | + 1' 23"   |

## Klasyfikacje

### Klasyfikacja generalna
| \| Klasyfikacja generalna \| Klasyfikacja generalna \| Klasyfikacja generalna \| Klasyfikacja generalna \| Klasyfikacja generalna \| \| Kolarz \| Kolarz \| Państwo \| Drużyna \| Czas \| \| ---------------------- \| ---------------------- \| ---------------------- \| ---------------------------------- \| ---------------------- \| \| 1. \| Michael Storer \| Australia \| Team DSM \| 9h 00' 35" \| \| 2. \| Harm Vanhoucke \| Belgia \| Lotto-Soudal \| + 55" \| \| 3. \| Matteo Badilatti \| Szwajcaria \| Groupama-FDJ \| + 1' 01" \| \| 4. \| Andrea Bagioli \| Włochy \| Deceuninck-Quick Step \| + 1' 15" \| \| 5. \| Mattias Skjelmose \| Dania \| Trek-Segafredo \| + 1' 17" \| \| 6. \| Clément Champoussin \| Francja \| AG2R Citroën Team \| + 1' 23" \| \| 7. \| Georg Zimmermann \| Niemcy \| Intermarché-Wanty-Gobert Matériaux \| + 1' 29" \| \| 8. \| Rémy Rochas \| Francja \| Cofidis \| + 1' 39" \| \| 9. \| Georg Steinhauser \| Niemcy \| Niemcy U23 \| + 1' 46" \| \| 10. \| José Manuel Díaz \| Hiszpania \| Delko \| + 1' 57" \| |                     |            |                                    |            |
| |                     |            |                                    |            |
| Źródła: ProCyclingStats Cycling Archives |                     |            |                                    |            |
| Klasyfikacja generalna |                     |            |                                    |            |
| Kolarz | Kolarz              | Państwo    | Drużyna                            | Czas       |
| 1. | Michael Storer      | Australia  | Team DSM                           | 9h 00' 35" |
| 2. | Harm Vanhoucke      | Belgia     | Lotto-Soudal                       | + 55"      |
| 3. | Matteo Badilatti    | Szwajcaria | Groupama-FDJ                       | + 1' 01"   |
| 4. | Andrea Bagioli      | Włochy     | Deceuninck-Quick Step              | + 1' 15"   |
| 5. | Mattias Skjelmose   | Dania      | Trek-Segafredo                     | + 1' 17"   |
| 6. | Clément Champoussin | Francja    | AG2R Citroën Team                  | + 1' 23"   |
| 7. | Georg Zimmermann    | Niemcy     | Intermarché-Wanty-Gobert Matériaux | + 1' 29"   |
| 8. | Rémy Rochas         | Francja    | Cofidis                            | + 1' 39"   |
| 9. | Georg Steinhauser   | Niemcy     | Niemcy U23                         | + 1' 46"   |
| 10. | José Manuel Díaz    | Hiszpania  | Delko                              | + 1' 57"   |

| Klasyfikacja punktowa | Klasyfikacja punktowa | Klasyfikacja punktowa | Klasyfikacja punktowa              | Klasyfikacja punktowa |
| Kolarz                | Kolarz                | Państwo               | Drużyna                            | Punkty                |
| --------------------- | --------------------- | --------------------- | ---------------------------------- | --------------------- |
| 1.                    | Michael Storer        | Australia             | Team DSM                           | 45 pkt                |
| 2.                    | Harm Vanhoucke        | Belgia                | Lotto-Soudal                       | 30 pkt                |
| 3.                    | Georg Zimmermann      | Niemcy                | Intermarché-Wanty-Gobert Matériaux | 25 pkt                |
| 4.                    | Álvaro Hodeg          | Kolumbia              | Deceuninck-Quick Step              | 25 pkt                |
| 5.                    | Matteo Badilatti      | Szwajcaria            | Groupama-FDJ                       | 24 pkt                |
| 6.                    | Andrea Bagioli        | Włochy                | Deceuninck-Quick Step              | 20 pkt                |
| 7.                    | Mattias Skjelmose     | Dania                 | Trek-Segafredo                     | 16 pkt                |
| 8.                    | Bryan Coquard         | Francja               | B&B Hotels p/b KTM                 | 16 pkt                |
| 9.                    | Rémy Rochas           | Francja               | Cofidis                            | 14 pkt                |
| 10.                   | José Manuel Díaz      | Hiszpania             | Delko                              | 12 pkt                |

| Klasyfikacja punktowa | Klasyfikacja punktowa | Klasyfikacja punktowa | Klasyfikacja punktowa              | Klasyfikacja punktowa |
| Kolarz                | Kolarz                | Państwo               | Drużyna                            | Punkty                |
| --------------------- | --------------------- | --------------------- | ---------------------------------- | --------------------- |
| 1.                    | Michael Storer        | Australia             | Team DSM                           | 45 pkt                |
| 2.                    | Harm Vanhoucke        | Belgia                | Lotto-Soudal                       | 30 pkt                |
| 3.                    | Georg Zimmermann      | Niemcy                | Intermarché-Wanty-Gobert Matériaux | 25 pkt                |
| 4.                    | Álvaro Hodeg          | Kolumbia              | Deceuninck-Quick Step              | 25 pkt                |
| 5.                    | Matteo Badilatti      | Szwajcaria            | Groupama-FDJ                       | 24 pkt                |
| 6.                    | Andrea Bagioli        | Włochy                | Deceuninck-Quick Step              | 20 pkt                |
| 7.                    | Mattias Skjelmose     | Dania                 | Trek-Segafredo                     | 16 pkt                |
| 8.                    | Bryan Coquard         | Francja               | B&B Hotels p/b KTM                 | 16 pkt                |
| 9.                    | Rémy Rochas           | Francja               | Cofidis                            | 14 pkt                |
| 10.                   | José Manuel Díaz      | Hiszpania             | Delko                              | 12 pkt                |

| Klasyfikacja górska | Klasyfikacja górska   | Klasyfikacja górska | Klasyfikacja górska    | Klasyfikacja górska |
| Kolarz              | Kolarz                | Państwo             | Drużyna                | Punkty              |
| ------------------- | --------------------- | ------------------- | ---------------------- | ------------------- |
| 1.                  | Michael Storer        | Australia           | Team DSM               | 20 pkt              |
| 2.                  | Sylvain Moniquet      | Belgia              | Lotto-Soudal           | 15 pkt              |
| 3.                  | Simon Guglielmi       | Francja             | Groupama-FDJ           | 13 pkt              |
| 4.                  | Clément Champoussin   | Francja             | AG2R Citroën Team      | 12 pkt              |
| 5.                  | Sebastian Schönberger | Austria             | B&B Hotels p/b KTM     | 10 pkt              |
| 6.                  | Matteo Badilatti      | Szwajcaria          | Groupama-FDJ           | 10 pkt              |
| 7.                  | Rémy Rochas           | Francja             | Cofidis                | 8 pkt               |
| 8.                  | Carmelo Urbano        | Hiszpania           | Caja Rural-Seguros RGA | 8 pkt               |
| 9.                  | Quentin Pacher        | Francja             | B&B Hotels p/b KTM     | 8 pkt               |
| 10.                 | Victor Lafay          | Francja             | Cofidis                | 8 pkt               |

| Klasyfikacja górska | Klasyfikacja górska   | Klasyfikacja górska | Klasyfikacja górska    | Klasyfikacja górska |
| Kolarz              | Kolarz                | Państwo             | Drużyna                | Punkty              |
| ------------------- | --------------------- | ------------------- | ---------------------- | ------------------- |
| 1.                  | Michael Storer        | Australia           | Team DSM               | 20 pkt              |
| 2.                  | Sylvain Moniquet      | Belgia              | Lotto-Soudal           | 15 pkt              |
| 3.                  | Simon Guglielmi       | Francja             | Groupama-FDJ           | 13 pkt              |
| 4.                  | Clément Champoussin   | Francja             | AG2R Citroën Team      | 12 pkt              |
| 5.                  | Sebastian Schönberger | Austria             | B&B Hotels p/b KTM     | 10 pkt              |
| 6.                  | Matteo Badilatti      | Szwajcaria          | Groupama-FDJ           | 10 pkt              |
| 7.                  | Rémy Rochas           | Francja             | Cofidis                | 8 pkt               |
| 8.                  | Carmelo Urbano        | Hiszpania           | Caja Rural-Seguros RGA | 8 pkt               |
| 9.                  | Quentin Pacher        | Francja             | B&B Hotels p/b KTM     | 8 pkt               |
| 10.                 | Victor Lafay          | Francja             | Cofidis                | 8 pkt               |

| Klasyfikacja młodzieżowa | Klasyfikacja młodzieżowa | Klasyfikacja młodzieżowa | Klasyfikacja młodzieżowa | Klasyfikacja młodzieżowa |
| Kolarz                   | Kolarz                   | Państwo                  | Drużyna                  | Czas                     |
| ------------------------ | ------------------------ | ------------------------ | ------------------------ | ------------------------ |
| 1.                       | Andrea Bagioli           | Włochy                   | Deceuninck-Quick Step    | 9h 01' 02"               |
| 2.                       | Mattias Skjelmose        | Dania                    | Trek-Segafredo           | + 2"                     |
| 3.                       | Clément Champoussin      | Francja                  | AG2R Citroën Team        | + 8"                     |
| 4.                       | Georg Steinhauser        | Niemcy                   | Niemcy U23               | + 31"                    |
| 5.                       | Andreas Kron             | Dania                    | Lotto-Soudal             | + 46"                    |
| 6.                       | Sean Quinn               | Stany Zjednoczone        | Hagens Berman Axeon      | + 2' 08"                 |
| 7.                       | Maxime Chevalier         | Francja                  | B&B Hotels p/b KTM       | + 2' 08"                 |
| 8.                       | Jakob Geßner             | Niemcy                   | Rad-net Rose Team        | + 2' 08"                 |
| 9.                       | Jhojan García            | Kolumbia                 | Caja Rural-Seguros RGA   | + 2' 08"                 |
| 10.                      | Michel Ries              | Luksemburg               | Trek-Segafredo           | + 2' 08"                 |

| Klasyfikacja młodzieżowa | Klasyfikacja młodzieżowa | Klasyfikacja młodzieżowa | Klasyfikacja młodzieżowa | Klasyfikacja młodzieżowa |
| Kolarz                   | Kolarz                   | Państwo                  | Drużyna                  | Czas                     |
| ------------------------ | ------------------------ | ------------------------ | ------------------------ | ------------------------ |
| 1.                       | Andrea Bagioli           | Włochy                   | Deceuninck-Quick Step    | 9h 01' 02"               |
| 2.                       | Mattias Skjelmose        | Dania                    | Trek-Segafredo           | + 2"                     |
| 3.                       | Clément Champoussin      | Francja                  | AG2R Citroën Team        | + 8"                     |
| 4.                       | Georg Steinhauser        | Niemcy                   | Niemcy U23               | + 31"                    |
| 5.                       | Andreas Kron             | Dania                    | Lotto-Soudal             | + 46"                    |
| 6.                       | Sean Quinn               | Stany Zjednoczone        | Hagens Berman Axeon      | + 2' 08"                 |
| 7.                       | Maxime Chevalier         | Francja                  | B&B Hotels p/b KTM       | + 2' 08"                 |
| 8.                       | Jakob Geßner             | Niemcy                   | Rad-net Rose Team        | + 2' 08"                 |
| 9.                       | Jhojan García            | Kolumbia                 | Caja Rural-Seguros RGA   | + 2' 08"                 |
| 10.                      | Michel Ries              | Luksemburg               | Trek-Segafredo           | + 2' 08"                 |

| Klasyfikacja drużynowa | Klasyfikacja drużynowa | Klasyfikacja drużynowa | Klasyfikacja drużynowa |
| Drużyna                | Drużyna                | Państwo                | Czas                   |
| ---------------------- | ---------------------- | ---------------------- | ---------------------- |
| 1.                     | Lotto Soudal           | Belgia                 | 27h 44' 28"            |
| 2.                     | Groupama-FDJ           | Francja                | + 2"                   |
| 3.                     | Francja                | Francja                | + 9' 02"               |
| 4.                     | Niemcy U23             | Niemcy                 | + 13' 32"              |
| 5.                     | B&B Hotels p/b KTM     | Francja                | + 13' 34"              |
| 6.                     | Trek-Segafredo         | Stany Zjednoczone      | + 13' 44"              |
| 7.                     | AG2R Citroën Team      | Francja                | + 13' 58"              |
| 8.                     | Gazprom-RusVelo        | Rosja                  | + 15' 06"              |
| 9.                     | Arkéa-Samsic           | Francja                | + 18' 05"              |
| 10.                    | Eolo-Kometa            | Włochy                 | + 27' 36"              |

| Klasyfikacja drużynowa | Klasyfikacja drużynowa | Klasyfikacja drużynowa | Klasyfikacja drużynowa |
| Drużyna                | Drużyna                | Państwo                | Czas                   |
| ---------------------- | ---------------------- | ---------------------- | ---------------------- |
| 1.                     | Lotto Soudal           | Belgia                 | 27h 44' 28"            |
| 2.                     | Groupama-FDJ           | Francja                | + 2"                   |
| 3.                     | Francja                | Francja                | + 9' 02"               |
| 4.                     | Niemcy U23             | Niemcy                 | + 13' 32"              |
| 5.                     | B&B Hotels p/b KTM     | Francja                | + 13' 34"              |
| 6.                     | Trek-Segafredo         | Stany Zjednoczone      | + 13' 44"              |
| 7.                     | AG2R Citroën Team      | Francja                | + 13' 58"              |
| 8.                     | Gazprom-RusVelo        | Rosja                  | + 15' 06"              |
| 9.                     | Arkéa-Samsic           | Francja                | + 18' 05"              |
| 10.                    | Eolo-Kometa            | Włochy                 | + 27' 36"              |

### Liderzy klasyfikacji
| Etap   |          | Pierwsze miejsce _ | Klasyfikacja generalna | Punktowa         | Górska            | Młodzieżowa       | Najaktywniejszych    | Drużynowa         |
| ------ | -------- | ------------------ | ---------------------- | ---------------- | ----------------- | ----------------- | -------------------- | ----------------- |
| 1      | płaski   | Álvaro Hodeg       | Álvaro Hodeg           | Álvaro Hodeg     | Alexander Tarlton | Jason Tesson      | Antoine Duchesne     | AG2R Citroën Team |
| 2      | górzysty | Georg Zimmermann   | Georg Zimmermann       | Georg Zimmermann | Sylvain Moniquet  | Georg Steinhauser | Florent Castellarnau | Lotto-Soudal      |
| 3      | górzysty | Michael Storer     | Michael Storer         | Michael Storer   | Michael Storer    | Andrea Bagioli    | Michael Storer       | Lotto-Soudal      |
| Koniec | Koniec   |                    | Michael Storer         | Michael Storer   | Michael Storer    | Andrea Bagioli    | Michael Storer       | Lotto Soudal      |